# ADSR-огибающая

ADSR огибающая

ADSR-огибающая — функция, описывающая изменения какого-либо параметра во времени, используемая в синтезаторах звука. Как правило, используется для описания изменений частоты среза фильтра и громкости. Реже используется для описания изменений высоты тона, панорамы и некоторых других существующих параметров звука.
Когда реальный музыкальный инструмент звучит, его громкость изменяется с течением времени. Каждый инструмент имеет свои особенности изменения громкости. Например, орган при нажатой клавише соответствующей ноты играет её с постоянной громкостью, а гитара воспроизводит звук максимально громко только в момент удара по струне, после чего звук плавно затухает. Для духовых инструментов свойственно достижение максимальной громкости звука не сразу, но через некоторое время после взятия ноты.
ADSR-огибающая позволяет описывать подобные изменения с помощью небольшого числа параметров, описывающих четыре разные стадии огибающей. Название ADSR является сокращением от названий каждой из этих стадий (Attack-Decay-Sustain-Release).

## Основные сведения
ADSR-огибающая (изменение амплитуды звукового сигнала при постоянной частоте) — важная характеристика звука, издаваемого музыкальными инструментами, являющаяся определяющей для «опознания» музыкального инструмента. На огибающей выделяют четыре основных участка (стадии):
1. Подъём (eng.: Attack, A) — период начального нарастания громкости сигнала.
2. Спад (eng.: Decay, D) — период ослабления сигнала после начального нарастания.
3. Поддержка (eng.: Sustain, S) — уровень постоянной силы сигнала.
4. Затухание (eng.: Release, R) — период окончательного затухания сигнала.

По первым буквам английских названий участков огибающей её иногда обозначают как ADSR.
В литературе, выпускавшейся в СССР, участки огибающей называли «атака-затухание-поддержка-накапливание» (АЗПН). В современных русскоязычных работах термин sustain часто переводится, как «задержка», что не совсем верно, поскольку основное его значение — «поддержка», а русскоязычному термину «задержка» соответствует английское delay.
В зависимости от звукового инструмента, в огибающей могут быть представлены не все участки огибающей. Например, для фортепиано очень чётко выражены все четыре участка, а для флейты можно пренебречь всеми, кроме плато.
Из-за нелинейности начальных и конечных участков звука для достоверной оцифровки требуется частота дискретизации в 5 раз превышающая частоту звука.

## Параметры ADSR
- Attack (Подъём) — определяет время, нужное для того, чтобы громкость ноты достигла своего максимального уровня.

- Decay (Спад) — определяет время, в течение которого происходит переход от максимального уровня к уровню Задержки (Sustain).

- Sustain (Поддержка) — описывает уровень звука, играемый во время удержания клавиши (после того как другие составляющие: Подъём и Спад уже отыграли).

- Release (Затухание) — определяет время нужное для окончательного спада уровня ноты до нуля, после того как клавиша отпущена.

ADSR-огибающая является лишь первым приближением при моделировании реальных инструментов. Современные синтезаторы имеют более совершенные типы огибающих.

## Альтернативные существующие варианты
Альтернативой описанной выше стандартной 4-х стадийной огибающей может быть огибающая с большим количеством стадий.

Например, 6-ти стадийная ADBSSR-огибающая, где:
1. Подъём (eng.: Attack, A) — время, за которое значение регулируемого параметра звука нарастает до некоторой (возможно, но необязятельно максимальной) величины.
2. Спад (eng.: Decay, D) — время, за которое значение регулируемого параметра звука уменьшается после начального нарастания до некоторой (возможно, но необязательно нулевой) величины.
3. Точка перелома (eng.: BreakPoint, B) — значение регулируемого параметра звука, в котором стадия Спада сменяется стадией Уклона.
4. Уклон (eng.: Slope, S) — время, за которое значение регулируемого параметра звука нарастает/продолжает уменьшаться (после стадии Спада) до некоторой величины. Или время, в течение которого значение регулируемого параметра остаётся в значении, установленном для Точки перелома. В последнем случае стадия Уклона может рассматриваться как дополнительная стадия Задержки.
5. Поддержка (eng.: Sustain, S) — некоторое значение регулируемого параметра звука, сохраняющееся в установленном состоянии до момента, когда будет отпущена клавиша.
6. Затухание (eng.: Release, R) — время, за которое, после того как клавиша будет отпущена, значение регулируемого параметра звука окончательно уменьшается до нуля.